# Marbelle
Maureen Belky Ramírez Cardona, conocida como Marbelle (Buenaventura, Valle del Cauca, 19 de enero de 1980) es una cantante colombiana de género tecnocarrilera, carrilera, guasca, ranchera, balada pop, balada romántica y techno pop, también actriz, jurado musical, compositora, modelo y presentadora.
Ha ganado tres discos de oro y seis discos de platino a lo largo de su carrera.[cita requerida]
Marbelle también se ha dedicado al activismo político en las redes sociales por lo que se ha visto envuelta en controversias por usar lenguaje racista en sus publicaciones.

## Trayectoria
Maureen Belky Ramírez Cardona nació en Buenaventura el 19 de enero de 1980. Es hija de un policía boyacense, Ignael Ramírez Murcia, y de la modista caldense María Isbeth Cardona Restrepo. Su niñez transcurrió en el barrio Santa Elena de Cali, en donde vivió con sus cuatro hermanos mayores tres hombres y una mujer.
Desde los cuatro años se empezó a interesar por el canto, interpretando canciones de artistas como Myriam Hernández, Ana Gabriel y Rocío Dúrcal. Su madre fue su mánager desde pequeña y se dedicó a diseñarle y hacerle los vestidos para sus presentaciones.
Marbelle participó en concursos de canto regionales y locales, realizando apariciones en la radio y la televisión estatales y haciendo presentaciones privadas. Primero participó con un grupo de mariachis y posteriormente con una empresa de entretenimiento infantil, haciéndose conocida con el nombre artístico de «Estrellita Romántica». A los 15 años se trasladó a Bogotá con su familia, porque su padre fue transferido. En la capital continuó sus estudios y logró ingresar a Sábados Felices, un programa de la televisión nacional colombiana. 
El programa lo vio Luis Miguel Olivares, productor musical colombiano, vio el programa e intuyó que esa niña podría ser la ideal para un proyecto musical del cual disponía los derechos de las canciones, los contratos, el financiamiento y el respaldo de la disquera, requiriendo solo una cantante.[cita requerida] Así, Maureen cambió de «Estrellita Romántica» a Marbelle y las rancheras y los corridos por la música de tecno carrilera. 
En 1996, con nueva imagen, nuevo nombre y un contrato musical ya firmado, lanzó su primer álbum, Collar de Perlas, que se convirtió en un éxito en Colombia, México, Ecuador y Estados Unidos, y que la llevó a su primera gira internacional.[cita requerida] En total, Collar de Perlas vendió más de 150.000 copias y fue la consolidación de su posición como artista, además de haber realizado más de 350 conciertos que repartidos en 365 días era mucho.
A Collar de Perlas le siguieron otros álbumes, entre los cuales se encuentra Amor Sincero, El Tumbo y Hasta que te conocí.
En 1999, durante un concierto en San Vicente del Caguan, Marbelle conoció al coronel Royne Chávez, por ese entonces jefe de seguridad del presidente de Colombia, Andrés Pastrana, en el proceso de paz con las FARC. Por más de ocho meses salió con él hasta que formalizaron su romance. Sin embargo, su madre se opuso a esa relación. Royne era un hombre casado y 20 años mayor que ella. Marbelle en un ataque de rebeldía se fue de la casa. 
En 2001 se reconcilia con su madre y se casa con Royne, con transmisión televisiva en vivo y con el presidente de la república Andrés Pastrana y la primera dama como padrinos de boda y con más de 500 invitados, incluyendo personalidades importantes como el director del DAS, ministros, políticos y diferentes personas de la Casa de Nariño.
En 2002, después de una complicación en el embarazo por una apendicitis, nació su hija Rafaella. A los dos meses muere su mamá de un paro cardiorrespiratorio después de someterse a una liposucción. Dos meses después comenzó el caso de corrupción por enriquecimiento ilícito contra su esposo Royne Chávez, en el que hasta la misma Marbelle se vio involucrada. Pero meses después fue exonerada de cargos por la Fiscalía General.
Tras cinco años de ausencia, Marbelle regresó con un nuevo álbum discográfico titulado Ahora, del cual se desprendieron los sencillos "Lo mejor de mí" y "Vivir mi vida". Marbelle cambió sus atuendos de señora y esposa de un coronel por un vestuario más sexy e innovador como ella acostumbraba a usar.
Desde 2005 es jurado de las siete versiones del reality Factor X lo que hizo que Marbelle volviera a la fama, aumentara el rating y la volviera a posicionar en los primeros lugares de la pantalla chica. En 2006 realizó un desnudo para la portada de la revista SoHo.
En 2007 debutó como actriz en la televisión interpretando a Milena Anaya en la telenovela Marido a Sueldo y luego publicó el libro sobre su vida «Marbelle, la vida no es un collar de perlas». En ese mismo año salió el divorcio de Royne Chávez, denunciando maltrato físico. 
En 2010 se interpretó a sí misma en la telenovela Amor Sincero basada en su vida, en donde su hija, Rafaella Chávez, interpretó a Marbelle en la niñez. Su novela Amor Sincero ha sido una de las producciones más exitosas del Canal RCN y una de las novelas con mayor audiencia durante el tiempo de la emisión. Ese año también regresó con una nueva producción discográfica: Amor sincero 2, del cual se desprendieron los sencillos: «Sola con mi soledad» y «Ya te olvidé». A pocas semanas de su lanzamiento, Marbelle recibió el disco de oro y el disco de platino por sus ventas y comenzó una gira de conciertos por las principales ciudades del país. 
En 2011 realizó un segundo desnudo en la revista SoHo y comienza una gira por Latinoamérica de promoción de su sexto álbum musical Amor sincero 2, además de estar en la séptima temporada del reality Factor Xs como jurado. Marbelle ha sido portada de numerosas revistas nacionales e internacionales como: TvyNovelas, Gente, Aló, 15 minutos, SoHo, Don Juan, Cromos, Carrusel, Viernes, Jet Set, Vea, Elenco, Bocas y Nueva, entre otras.
En 2012 Marbelle regresa con un nuevo sencillo titulado No te pido más, una melodía que se convirtió en clásico de las grandes voces de Helenita Vargas y Ednita Nazario, el disco con tintes de ranchera mezcla las guitarras del rock acústico, las armónicas y las trompetas de la ranchera con un poco de sonido de corte más electrónico. Esta fue una muestra de lo que será su séptima producción musical. Con este álbum, Marbelle regresa a su género inicial, la tecno carrilera. Este álbum cuenta con canciones inéditas y un par de covers de compositores colombianos, este álbum traerá temas corta-venas y de despecho y Marbelle asegura que pondrá a bailar a todo el mundo. El primer sencillo de este álbum, Puede cambiar, ya está sonando en las principales emisoras del país. Aún no se conoce la fecha del lanzamiento del álbum completo ni de la apertura de las giras nacionales e internacionales.
Es así como vivió más de nueve años con el cubano saxofonista Sergio Chaple, quien fue su propio productor musical y con el que realizó la producción de su último disco, y a pesar de su separación comparten momentos importantes a través de redes sociales como "Twitter". 
En 2013 un nuevo concurso musical la tiene de vuelta a la pantalla chica y Marbelle regresa a la televisión como presentadora de "Atrévete a cantar", un karaoke gigante que no busca cantantes profesionales sino personas que sean capaces de seguir la pista y letra de cualquier canción. Marbelle conducirá este nuevo proyecto musical al lado del puertorriqueño Jaime Augusto Mayol, donde será emitido este concurso en RCN Televisión en el horario de las tardes y por MundoFOX.
En 2014 llega con una canción ranchera pop interpretada con su amigo y colega Karoll Márquez La confesión, canción que desde el primer momento llegó a los corazones de los fanáticos y de los medios de comunicación. La confesión pronto llegó a los primeros lugares en los listados y un año de giras por varias ciudades del país. La amistad de Marbelle y Karoll los llevó a cantar a dos públicos: Karoll Márquez el vallenato y el de Marbelle sus inigualables baladas, boleros y rancheras, además de sus compromisos con obras para diferentes fundaciones.
En 2018 regresa a la televisión nacional como presentadora del programa de entretenimiento y variedades llamado: "Lo Sé Todo" transmitido por el Canal 1.

## Controversias
En toda su carrera musical, Marbelle ha estado en fuertes y muy sonadas polémicas que sacudieron al mundo de la farándula. En una entrevista para la revista TvyNovelas dijo que no podía salir ni siquiera a una cita odontológica porque ya pensaban que era para otro procedimiento quirúrgico. Otra polémica se desató cuando salió una foto en donde estaba supuestamente fumando un cigarrillo de marihuana en un carro donde ella se transportaba con unos amigos. Años más tarde antes del inicio de la novela 'Amor Sincero' tuvo una disputa con una vecina en el conjunto residencial donde ella residía, el motivo de esa pelea fue que la vecina había dejado su automóvil mal estacionado cuando Marbelle se disponía a entrar al edificio residencial en Bogotá. En 2012 dijo en una entrevista que concedió para la revista Elenco que defendía el consumo de marihuana, y admitió haber fumado esa sustancia delante de sus hijas, defensa que le valió comentarios negativos hacia ella, además dijo que vivía muerta del miedo debido a que mucha gente le ha tenido rabia por sus escándalos; en esa misma entrevista también reveló que cuando estaba con Royne Chávez también era recriminada porque cada vez que iba con él a un supermercado, le decían que estaba haciendo mercado con la plata del país.
Otro escándalo fue cuando se reveló que mientras Royne Chávez estaba preso, Marbelle habría tenido un romance con un hijo de él, pero la misma Marbelle calificó ese rumor como absurdo.

### Racismo
En 2022, en épocas de elecciones presidenciales en Colombia, Marbelle publicó en su cuenta oficial de Twitter mensajes racistas hacia la entonces candidata a la vicepresidencia, Francia Márquez, utilizando estereotipos racistas y deshumanizando a las personas negras. También difamó a la entonces candidata asociandola con la guerrilla del ELN. Marbelle fue demandada por lo que se vio obligada a retractarse para poder llegar a una conciliación en la que admitió haber hecho ataques racistas y difamaciones hacia la electa vicepresidenta.

## Discografía
- 1996: Collar de perlas
- 1997: Amor Sincero
- 1998: Marbelle
- 2000: Hasta que te conocí
- 2005: Ahora
- 2010: Amor Sincero 2

## Sencillos
| - Collar de perlas - Gaviota traidora - Ándale - Puente roto - Estoy en la olleta - Marbelle mix - Amor sincero (Endúlzame que soy café) - El rogado (El pum) - La basurita - Mal hombre - El tumbo - Tres besos - Sola - Corrido play - El rasca - rasca - Tu alumna fiel - Caray - Te sigo amando - Hasta que te conocí - Vivir mi vida - Lo mejor de mí - Madre mía - Ahora - No hay mal que por bien no venga (canción principal de la telenovela "Marido a sueldo") - Amor sincero 2010 (feat. Dragón y caballero) - Sola con mi soledad - No renunciaré - Besos usados - Cómo me haces falta - Ya te olvidé - No te pido más - Puede cambiar - La Confesión (feat. Karoll Márquez) - Pa Todo el Año (feat. Pipe Bueno) - Adicta al Dolor - Días nublados |

## Filmografía

### Televisión
| Año           | Título                            | Rol                                        |
| ------------- | --------------------------------- | ------------------------------------------ |
| 1986          | Estrellas del Pacífico            | Concursante                                |
| 1995          | Sábados felices                   | Reparto                                    |
| 1996          | El Club de Gelatin                | Cantante                                   |
| 2000          | Francisco el Matemático           | Ella misma (Actuación especial) 1 capítulo |
| 2004          | Todos quieren con Marilyn         | Ella misma                                 |
| 2005          | Factor X                          | Jurado                                     |
| 2006          | Factor X                          | Jurado                                     |
| 2006          | En los tacones de Eva             | Ella misma                                 |
| 2006          | El Factor Xs                      | Jurado                                     |
| 2006          | Factor X Batalla de las estrellas | Jurado                                     |
| 2007          | El Factor Xs                      | Jurado                                     |
| 2007          | Marido a Sueldo                   | Milena Anaya                               |
| 2009          | Factor X                          | Jurado                                     |
| 2010          | Amor Sincero                      | Ella misma                                 |
| 2011          | El Factor Xs                      | Jurado                                     |
| 2013          | Atrevete a Cantar                 | Presentadora                               |
| 2015          | Factor XF                         | Jurado                                     |
| 2018          | Lo se todo                        | Presentadora                               |
| 2021          | MasterChef Celebrity              | Ella misma                                 |
| 2022-presente | La descarga                       | Mentor                                     |

## Premios y nominaciones

### Premios Nuestra Tierra
| Año  | Categoría                               | Resultado                    |          |
| ---- | --------------------------------------- | ---------------------------- | -------- |
| 2014 | Amor Sincero (feat. Dragon & Caballero) | Mejor música para TV         | Ganador  |
| 2014 | Amor Sincero                            | Canción favorita del público | Nominado |
| 2022 | Días Nublados                           | Canción Popular              | Nominado |
| 2022 | Marbelle                                | Artista Popular del año      | Nominado |
| 2022 | Marbelle                                | Artista favorito del público | Nominado |
| 2023 | Marbelle                                | Artista Popular del año      | Nominado |

### Premios TSF Awards
| Año  | Categoría                | Álbum/canción   | Resultado |
| ---- | ------------------------ | --------------- | --------- |
| 2020 | Canción del año          | Adicta al dolor | Nominado  |
| 2020 | Artista femenina del año | Ella misma      | Nominado  |
| 2020 | Sencillo de honor        | Amor sincero    | Nominado  |

## Charts
| País           | Lista                                                  | Posición | Ventas            | Certificación         |
| -------------- | ------------------------------------------------------ | -------- | ----------------- | --------------------- |
| Mundo          | Prodiscos Top 25 Amor Sincero 2                        | 3        | 10 000            | Oro-Platino-2xPlatino |
| Colombia       | Prodiscos Top 25                                       | 3        | 10 000            | Oro-Platino-2xPlatino |
| Ecuador        | Top 100 álbumes                                        | 12       | Sin Clasificar    | Ninguna               |
| Venezuela      | Top 100 álbumes                                        | 12       | Sin Clasificar    | Ninguna               |
| Perú           | Top 100 álbumes                                        | 8        | Sin Clasificar    | Ninguna               |
| Argentina      | Top 25                                                 | 17       | Sin Clasificar    | Ninguna               |
| Mundo          | Top 100/ Collar De Perlas Mundo                        | 17       | 98.000 Actualidad | Oro-Colombia          |
| Colombia       | Prodiscos Top 25 / 1996 Collar de perlas               | 1        | 20.000            | Oro                   |
| México         | Top 200 / 1996 Collar de perlas                        | 10       | 9.000             | Ninguna               |
| Estados Unidos | Billboard 200 Top Latin Álbumes/ Collar De Perlas 1996 | 198      | 14.000            | Ninguna               |
| Colombia       | Prodiscos Top 25/1997 Amor Sincero 1                   | 20       | 6000              | Platino               |
| Ecuador        | Top 25/1996 Collar De Perlas                           | 20       | 6000              | Ninguna               |
| Colombia       | Prodiscos Top 25/1998 el Tumbo                         | 25       | 4500              | Ninguna               |